# Antun Bauer (muzeolog)
Antun Bauer (Vukovar, 18. kolovoza 1911. – Zagreb, 9. travnja 2000.) bio je hrvatski povjesničar umjetnosti, arheolog, muzeolog, kolekcionar i kustos. 

## Životopis
Antun Bauer rodio se u Vukovaru 1911. godine. Pohađao je osnovnu školu u Vukovaru a gimnaziju u Osijeku. Doktorirao je 1935. godine na Sveučilištu u Beču. Od 1936. do 1945. godine radio je kao asistent i predavač na Sveučilištu u Zagrebu. 
Godine 1937. osnovao je Gliptoteku. Od 1952. do 1968. godine vodio je zagrebački školski muzej, a 1955. godine osnovao je zagrebački Muzejski dokumentacijski centar kojem je bio na čelu do 1976. godine. 
Jedno od njegovih glavnih dostignuća spas je brončanog stojećeg kipa bana Josipa Jelačića od propasti kada je 1947. godine po nalogu tadašnje komunističke vlasti rastavljen i srušen. Dr Antun Bauer čuvao je njegove dijelove u podrumu zagrebačke Gliptoteke. Kip je vraćen na glavni zagrebački trg 11. listopada 1990. godine jednim od prvih poteza novih demokratskih vlasti.

## Djela
- Srijem u prethistorijsko i rimsko doba, Društvo Srijemaca u Zagrebu, Zagreb, 1938.
- Grčka plastika u gipsoteki: pregled razvoja grčke plastike iz perspektive zbirke gipsoteke, Zagreb, 1946.
- Muzeji i arhivi, Biblioteka Dokumenti naše stvarnosti, knj. 5, izd. Ureda za informacije Izvršnog vijeća Sabora Narodne Republike Hrvatske, Zagreb, 1957. (suautor Krešimir Nemeth)
- Numizmatički priručnik i rječnik / Antun Bauer... [et al.], Sabrani radovi / Arheološki muzej u Zagrebu, sv. 2, za tisak pripremio Ivan Mirnik, Arheološki muzej, Zagreb, 2011.[1]

## Spomen
- 2007. godine vukovarska III. osnovna škola preimenovana je u Osnovna škola Antuna Bauera.[2]

## Vanjske poveznice
- Antun Bauer na stranicama Muzejskog dokumentacijskog centra
- (njem.) Životopis na Museum Aktuell  Arhivirana inačica izvorne stranice od 11. ožujka 2016. (Wayback Machine)